# Pokémon Ruby i Sapphire
Pokémon Ruby i Sapphire naslovi su trećih po redu Pokémon RPG igara, nasljeđujući Pokémon Gold, Silver i Crystal inačice. Razvila ih je tvrtka Game Freak, a izdala tvrtka Nintendo za dlanovnu Game Boy Advance konzolu. U prodaju su prvi put puštene u Japanu, 2002. godine. U Sjevernoj Americi, Australiji i Europi u prodaju su puštene 2003. godine. Pokémon Emerald, posebna inačica ove generacije, puštena je dvije godine kasnije u svakoj od navedenih regija. Tri navedene igre (Pokémon Ruby, Sapphire i Emerald), uz Pokémon FireRed i LeafGreen, tvore treću generaciju Pokémon videoigara.
Zbivanja unutar igre smještena su u izmišljenoj regiji imena Hoenn, koja je stanište 386 različitih vrsta Pokémona, od kojih su neki jedinstveni za regiju. Priča prati napredak središnjeg lika u njegovom ili njenom naumu da postane majstor Pokémon borbi. Dvije su igre neovisne jedna o drugoj te, iako se mogu igrati zasebno, igrač je primoren vršiti razmjenu među njima kako bi u potpunosti popunio Pokédex. Hoenn saga Pokémon animirane serije temelji se na određenim zapletima unutar same igre.
Pokémon Ruby i Sapphire inačice postigle su kritički i tržišni uspjeh: dobile su većinski pozitivne ocjene i prodale se u otprilike 13 milijuna kopija, čineći ih najprodavanijim igrama ikada za Game Boy Advance konzolu.

## Smještaj i zaplet
Pokémon Ruby i Sapphire inačice odvijaju se u Hoennu, izmišljenoj regiji osmišljenoj po uzoru na Kyūshū regiji Japana. Regija uključuje devet velegradova i šest gradova, uz različita zemljopisna mjesta i Staze koje međusobno povezuju sva mjesta. Kao i u prethodnim igrama, neka su područja unutar igre pristupačna samo u određenim situacijama.
Glavni protagonist igara Pokémon Ruby i Sapphire kojim igrač upravlja mladi je trener koji se tek doselio u grad Littleroot. Na početku igre, igrač odabire jednog od triju početnih Pokémona (Treecko, Mudkip ili Torchic) od profesora Bircha. Dijete profesora Bircha, igračev protivnik, također je Pokémon trener i povremeno će se boriti s igračem u određenim dijelovima igre.
Glavni cilj igre jest postati najbolji Pokémon trener Hoenn regije, što igrač postiže odgajanjem Pokémona, poražavanjem osmero Vođa dvorana te izazivanjem i pobjeđivanjem Elitne četvorke i Šampiona. Također, igrač se kroz igru mora boriti protiv sila Tima Aque i Tima Magme (ovisno o inačici igre), zločinačke organizacije koja zlostavlja Pokémone.

## Igranje igre
Poput svojih prethodnica, Pokémon Ruby i Sapphire igraju se u perspektivi treće osobe. Kako igrač istražuje svijet, on ili ona nailazit će na različite oblike zemljišta, poput travnatih polja, šuma, spilja i mora; u kojima obitavaju različite vrste Pokémona. Kada igrač nasumice naiđe na jedno od ovih bića, teren se mijenja u borbenu scenu na krugove, gdje se Pokémoni bore.
Postoje dva glavna cilja unutar igre: igrač može pratiti glavnu priču i pobijediti Elitnu četvorku i Reda te postati novi Šampion, i ispuniti Pokédex hvatanjem, razvijanjem i razmjenom kako bi sakupio svakog od 386 bića. Glavni aspekt toga jest razvijanje i odgajanje igračevih Pokémona kroz borbe s drugim Pokémonima, koje igrač pronalazi u divljini ili u timovima ostalih trenera unutar igre. Ovaj sustav sakupljanja bodova iskustva i podizanja razina, svojstven i sastavan dio svih Pokémon videoigara, kontrolira fizička svojstva Pokémona, poput dobivenih borbenih statistika i naučenih napada.

### Novi sadržaji
Najznačajnija promjena u odvijanju borbi jest uvođenje dvostrukih borbi, u kojim obje strane istovremeno koriste po dva Pokémona. Isto tako, određene tehnike mogu djelovati na većem broju Pokémona u igri. Igre također uvode urođene Pokémon sposobnosti i Pokémon naravi; određenu Pokémon sposobnost dijeli svaki Pokémon određene vrste, dok se Pokémon narav može razlikovati među jedinkama jedne vrste Pokémona. Pokémon sposobnosti jamče svojim posjednicima određene vrste moći tijekom borbe, poput imunosti na određenu vrstu napada ili jačanje određene vrste tehinke. Naravi, poput urođenih sposobnosti, utjeu na snagu Pokémona u borbi; ipak, one utječu na rast njegovih statistika, a ne izravno na snagu određenih napada. Još jedna statistika uvedena u Ruby i Sapphire inačicama jest Stanje (Condition), koju igrač može povisiti davanjem Pokékockica, slatkiša spravljenih od Pokémon bobica. Svaka Pokémon tehnika također ima svoje Stanje, što predstavlja važan faktor u Pokémon izložbama, mini-igrama u kojima treneri prikazuju svoje Pokémone dok izvode svoje tehnike.
Poput Pokémon Gold, Silver i Crystal igara, Ruby i Sapphire inačice prate stvarno vrijeme, što utječe na pojave poput plime ili pak na rast Pokémon bobica. Ipak, nasuprot svojim prethodnicama, Ruby i Sapphire inačice ne prave razliku između dana i noći; iz tog razloga, pojavljivanje Pokémona nije povezano uz doba dana. Kao posljedica promjena u strukturi borba i novih Pokémon statistika, Ruby i Sapphire inačice ne mogu se povezati s Pokémon igrama prethodnih generacija.

### Sposobnosti povezivanja s ostalim napravama
Ruby i Sapphire inačice imaju ograničenu podršku e-Readera. Nintendo je u prodaju pustio Battle-e karte, set e-Reader karata koje su sadržavala borbe u kojima je trener mogao vidjeti prethodno skrivene Pokémone. Također, puštena je i posebna e-Reader karta zvana Eon Ticket; karta koju je moguće primiti kroz Mystery Gift opciju igraču omogućuje odlazak na mjesto zvano Južni otok. Ondje se igrač može suočiti s Latiasom ili Latiosom, ovisno o igri koju igrač igra.
Ruby i Sapphire inačice također su povezive s GameCube igrama: Pokémon Colosseumom i Pokémon Boxom. U prethodnoj igri, kada igrač dostigne određenu točku u igri, dobiva mogućnost prijenosa između Pokémon Colosseuma i Ruby/Sapphire igara. Uz to, osobe koje su prethodno naručile Pokémon Colosseum imale su u igri pristup Pokémonu Jirachiju.

## Razvoj igara
Pokémon Ruby i Sapphire igre razvile su tvrtke Game Freak i Nintendo pod vodstvom Juničija Masude. Ken Sugimori bio je umjetnički voditelj, kao što je to bio slučaj s prethodnim igrama, iako su ovo bile prve igre u kojim nije samostalno nacrtao sve Pokémon crteže.  Kada je priupitan otkud njegov tim dolazi od ideja novih Pokémona, Sugimori je izjavio kako svoje ideje bodivaju kroz iskustva iz svoje prošlosti vezana uz prirodu, životinje i medije, a zatim ih baziraju na kukcima.
Kako je Game Boy Advance dlanovna konzola bila sposobna nositi se s novijom, poboljšanom grafikom, Ruby i Sapphire inačice bile su prve igre u seriji koja je dozvoljavala razmjenu informacija među najviše četiri osobe istovremeno, dok je prethodno postojalo ograničenje od dvije osobe. Ipak, tim koji je razvijao igru koristio je temeljno grafičko sučelje kako bi igru održao jednostavnom i ne pretjerano zbunjujućom. Tim je također htio da se igra svidi široj publici, pa je softver dizajniran da bude jednostavan novijim generacijama, uz nove sadržaje koji bi povratili starije veterane Pokémon igara.
Masuda je izjavio kako je osnovna filozofija u svim Pokémon igrama zapravo komunikacija; u Pokémon videoigrama, to je prikazano kroz razgovor, razmjenu i borbe s drugim osobama. Kada su upitani o novom konceptu dvostrukih borbi, tim koji je razvijao igru naglasio je kako su se htjeli usredotočiti na jednostruke borbe kao glavnu vrstu nadmetanja, dodavši dvostruke borbe kao jednu od novih vrsta izazova. Također su izjavili da će, u slučaju primanja pozitivnih reakcija, dvostruke borbe ugledati svijetlo dana i u sljedećim generacijama.
Ove su inačice bile prve Pokémon igre koje nisu sadržavale sve Pokémone iz prethodnih generacija. Sugimori je izjavio kako je tim pokušao uključiti sve nove Pokémone, uz neke iz prethodnih generacija. Kada je upitan o sadržajima koje nisu mogli unijeti u igru zbog tehničkih ograničenja, Masuda je izjavio kako je htio da se svaki individualni Pokémon glasa na tri različita načina, ovisno o raspoloženju.

## Prihvat igre
Pokémon Ruby i Sapphire primljene su većinom pozitivno: igre su postigle značajan tržišni uspjeh i ponijele povoljne ocjene u igračkoj industriji. Do travnja 2003. godine, prodano je oko 2,2 milijuna kopija igre u Sjevernoj Americi, dok su u Japanu prodane u oko 4,4 milijuna kopija unutar prvih šest tjedana.  S oko 13 milijuna kopija prodanih diljem svijeta, Ruby i Sapphire inačice postale su najprodavanijom igrom za Game Boy Advance.

## Pokémon Emerald
Pokémon Emerald dvanaesta je igra serije Pokémon videoigara u Japanu, i jedanaesta u Sjevernoj Americi i Europi. Igra je poboljšana inačica prethodnih dviju igara, Pokémon Ruby i Sapphire. Igra je u Japanu puštena u prodaju 16. rujna 2004. godine pod nazivom Pocket Monsters Emerald. U Sjevernoj je Americi puštena u prodaju 1. svibnja 2005. godine, u Australiji 9. lipnja, te u Europi 21. listopada 2005. godine.
Iako je način igranja uvelike jednak onom u Ruby i Sapphire inačicama, Emerald uvodi neke nove sadržaje. Zaplet je izmijenjen; Tim Magma i Tim Aqua zajendo postaju glavni zlikovci unutar igara koji uspjevaju probuditi Groudona i Kyogrea. Kada se dva Legendarna Pokémona sukobe, igrač mora probuditi Rayquazu (prikazan na kutiji igre) koji ih mora smiriti. Neke od mehanika unutar igre su izmijenjene. Iako su u Ruby i Sapphire inačicama dvostruke borbe bile jasno istaknute, u Emerald igri postaju sporadične; dva odvojena trenera mogu se udružiti. Nakon što pobijedi Elitnu četvorku, igrač može ponovo izazvati Vođe dvorana na dvostruku borbu. Također, slike Pokémona animirane su, nalik onima u Pokémon Crystal inačici. Vjerojatno najznačajniji dodatak predstavljaju Borbe bez granica (Battle Frontier), proširen skup građevina nalik Borbenom tornju (Battle Tower) prisutnom u Ruby i Sapphire inačicama.
Emerald igra općenito je dobro primljena. Postala je druga najprodavanija igra u Sjedinjenim Američkim Državama 2005. godine, prodavši se u 6,32 milijuna kopija.